# Antboy - La vendetta di Red Fury
Antboy - La vendetta di Red Fury (Antboy: Den Røde Furies hævn) è un film del 2014 diretto da Aski Hasselbalch, secondo capitolo della trilogia dedicata al giovane supereroe che acquisisce dei superpoteri dopo essere stato morso da una formica geneticamente modificata. 
Il soggetto è tratto dal fumetto Antboy di Kenneth Bøgh Andersen.

## Sequel
Secondo capitolo della trilogia dedicata al giovane supereroe che precede il terzo episodio Antboy III - L'alba di un nuovo eroe tutti e tre diretti da Ask Hasselbach.